# Iosif Berman
Iosif Berman (n. 17 ianuarie 1890, Burdujeni, județul Botoșani, în prezent județul Suceava – d. 17 septembrie 1941) a fost un fotograf român de origine evreiască.
Tatăl lui era un evreu naturalizat în urma participării la Războiul de Independență din 1877.
A lucrat ca fotoreporter alături de jurnaliștii Brunea Fox și Geo Bogza. A fost fotograf de teren al sociologului Dimitrie Gusti și fotograful oficial al Curții Regale.
Până de curând, 1892 fusese considerat ca anul nașterii, dar cercetările asidue ale Adrianei Dumitran au dat la iveală data nașterii corectă, depistată în Registrul de Stării Civile de la Arhivele Județene Suceava).
Nu se cunosc împrejurările în care Berman a învățat tehnica fotografică, dar se pare că îi vizita destul de des pe fotografii din Cernăuți, potrivit fiicei sale, Eliza. În 1911, a participat la București la un concurs pentru ocuparea postului de fotograf, concurs organizat de M. E. Papamihailopol, proprietarul revistei „Gazeta ilustrată” (vezi și La Roumanie (ziar conservator). “Bineînțeles, Berman a fost clasat primul, iar Papamihailopol l-a angajat ca reporter fotograf” nota Șt. Ignat.
Atașat ca reporter-fotograf unui regiment în timpul Primului Război Mondial, Berman a fost surprins la Odessa de Revoluția Rusă.
A ajuns în nordul Caucazului, la Novorosiisk, a întâlnit-o pe viitoarea lui soție, Raisa, s-a căsătorit și tot aici i s-a născut primul copil: o fetiță, Luiza.
Din cauza mișcărilor revoluționare ruse este nevoit să se stabilească la Constantinopol în perioada 1920-1923 unde a lucrat în calitate de corespondent-fotoreporter pentru mai multe ziare române și străine.
În perioada 1925-1938, Berman era fotoreporterul ziarelor Adevărul, Dimineața și “Sportul”.
Numărul fotografiilor sale publicate în presă este impresionant.
În legătură cu angajarea sa la ziarele de mare tiraj, „Adevărul” și „Dimineața” fostul său ucenic, Șt. Ignat își amintea: “Tot în acea vreme, Constantin Mille a angajat un reporter fotograf adus special de la Paris, Victor Delbond, dar curând a trebuit să se întoarcă în patria sa. El l-a chemat atunci pe Berman, pe care i l-a prezentat lui Mille. De atunci începe adevărata carieră a lui Berman în presa română.”
“De atunci și până la moartea lui” remarca I. Gruia, “opera de reporter fotograf a fost sinonimă cu însăși cariera lui Iosif Berman, care se arăta drept interpret prin imagine al marilor evenimente sociale, politice și a diferitelor întâmplări neobișnuite.”
Iosif Berman nu a fost doar primul fotoreporter autentic din România, ci și fotograful căruia i se datorează cele mai valoroase documente fotografice realizate în timpul campaniilor sociologice coordonate de Dimitrie Gusti. Între altele, fotografii realizate de el au insoțit majoritatea reportajelor lui Filip Brunea-Fox în gazetele „Adevărul” și „Dimineața”.
Fotografia etnografică românească în prima jumătate a secolului al XX-lea poate fi împărțită în două categorii distincte, nu numai cronologic, ci și stilistic: cea de dinaintea lui Iosif Berman și cea de după el.
În timpul guvernărilor de dreapta și al adoptării legislației antievreiești din 1940, studioul și laboratorul lui Berman au fost închise, iar aparatura, materialele și fondul de fotografii, confiscate. În replică, Berman a deschis un modest atelier foto, de unde trimitea material fotografic ziarului „New York Times” și unor reviste londoneze, până când i-a fost interzisă această colaborare.
Berman a activat ca fotoreporter corespondent și pentru agențiile de știri Associated Press și Scandinavian Newspaper Press. De altfel, cheltuielile de înmormântare a sa (în octombrie 1941) au fost suportate de redacția „New York Times”, care emisese un cec în acest scop.
În 1946, Sindicatul Ziariștilor a instituit, în memoria sa, Premiul „Iosif Berman” pentru cel mai bun reportaj fotografic. Un alt omagiu este textul “În memoria reporterului fotograf” semnat de cel ce l-a cunoscut și prețuit, Geo Bogza: “Vreți să vă fac o marturisire? Am devenit reporter de dragul fotografiilor lui Berman”, avea să declare Bogza. Căci “ce este un reportaj lipsit de fotografii? De multe ori reportajul se face de dragul unei fotografii interesante, lucrările lui Berman fiind de o inovație rară în presa românească. Trecerea de la fotografia tip vedere, gen carte poștală, la aspecte noi surprinzătoare ale oamenilor și ale lucrurilor, Berman a înfăptuit-o la noi.”